# Gianpiero Marini
Gianpiero Marini (* 25. únor 1951, Lodi, Itálie) je bývalý italský fotbalový záložník a trenér.
Než v roce 1975 přišel do Interu, hrál za Fanfullu, Regginu, Triestinu a tři roky ve Varese. Za Nerazzurri hrál jedenáct let a získal s nimi jeden titul v lize v sezoně 1979/80 a dva italské poháry (1977/78, 1981/82). Kariéru ukončil v roce 1986.
Za reprezentaci odehrál 20 utkání. První zápas odehrál 1. listopadu 1980 proti Dánsku (2:0). Byl i na MS 1982, kde odehrál pět utkání ze sedmi a vybojoval zlatou medaili. Poslední zápas odehrál 16. dubna 1983 proti Rumunsku (0:1).
Po ukončení fotbalové kariéry se stal trenérem. První velké angažmá bylo v Interu v sezoně 1993/94, kdy na lavičce vystřídal Bagnoliho. Klub zachránil od sestupu v předposledním kole. Sezonu zakončil ale vítězství v poháru UEFA. V roce 1997 trénoval Como na pět měsíců. V sezoně 1997/98 získal s Cremonese postup do druhé ligy.

## Hráčská statistika
| Sezóna                | Klub                  | Liga                  | Liga   | Liga | Ligové poháry | Ligové poháry | Ligové poháry | Kontinentální poháry | Kontinentální poháry | Kontinentální poháry | Celkem | Celkem |
| Sezóna                | Klub                  | Soutěž                | Zápasy | Góly | Soutěž        | Zápasy        | Góly          | Soutěž               | Zápasy               | Góly                 | Zápasy | Góly   |
| --------------------- | --------------------- | --------------------- | ------ | ---- | ------------- | ------------- | ------------- | -------------------- | -------------------- | -------------------- | ------ | ------ |
| 1972/73               | Varese                | Serie B               | 27     | 0    | IP            | 0             | 0             | -                    | 0                    | 0                    | 27     | 0      |
| 1973/74               | Varese                | Serie B               | 34     | 1    | IP            | 4             | 0             | -                    | 0                    | 0                    | 38     | 1      |
| 1974/75               | Varese                | Serie A               | 28     | 0    | IP            | 4             | 0             | -                    | 0                    | 0                    | 32     | 0      |
| 1975/76               | Inter                 | Serie A               | 27     | 1    | IP            | 10            | 1             | -                    | 0                    | 0                    | 37     | 2      |
| 1976/77               | Inter                 | Serie A               | 28     | 2    | IP            | 9             | 0             | UEFA                 | 2                    | 0                    | 39     | 2      |
| 1977/78               | Inter                 | Serie A               | 28     | 1    | IP            | 11            | 0             | UEFA                 | 2                    | 0                    | 41     | 1      |
| 1978/79               | Inter                 | Serie A               | 29     | 1    | IP            | 2             | 0             | PVP                  | 6                    | 0                    | 37     | 1      |
| 1979/80               | Inter                 | Serie A               | 29     | 1    | IP            | 6             | 0             | UEFA                 | 4                    | 1                    | 39     | 2      |
| 1980/81               | Inter                 | Serie A               | 27     | 0    | IP            | 4             | 0             | PMEZ                 | 7                    | 0                    | 38     | 0      |
| 1981/82               | Inter                 | Serie A               | 20     | 0    | IP            | 9             | 0             | UEFA                 | 2                    | 0                    | 31     | 0      |
| 1982/83               | Inter                 | Serie A               | 25     | 1    | IP            | 11            | 0             | PVP                  | 4                    | 0                    | 40     | 1      |
| 1983/84               | Inter                 | Serie A               | 17     | 0    | IP            | 2             | 0             | UEFA                 | 5                    | 0                    | 24     | 0      |
| 1984/85               | Inter                 | Serie A               | 23     | 3    | IP            | 9             | 0             | UEFA                 | 8                    | 1                    | 40     | 4      |
| 1985/86               | Inter                 | Serie A               | 2      | 0    | IP            | 4             | 0             | UEFA                 | 3                    | 0                    | 9      | 0      |
| Celkem v 1. a 2. lize | Celkem v 1. a 2. lize | Celkem v 1. a 2. lize | 344    | 11   | -             | 86            | 1             | -                    | 43                   | 2                    | 473    | 14     |

## Hráčské úspěchy

### Klubové
- 1× vítěz italské ligy (1979/80)
- 2× vítěz italského poháru (1977/78, 1981/82)

### Reprezentační
- 1× na MS (1982 – zlato)

### Vyznamenání
Zlatý límec za sportovní zásluhy (2017)

## Trenérské úspěchy

### Klubové
- 1× vítěz Poháru UEFA (1993/94)